# Bouhans-lès-Lure
Bouhans-lès-Lure – miejscowość i gmina we Francji, w regionie Burgundia-Franche-Comté, w departamencie Górna Saona.
Według danych na rok 1990 gminę zamieszkiwało 201 osób, a gęstość zaludnienia wynosiła 22 osoby/km² (wśród 1786 gmin Franche-Comté Bouhans-lès-Lure plasuje się na 545. miejscu pod względem liczby ludności, natomiast pod względem powierzchni na miejscu 486.).